# Bergturnfest

Frisch, fromm, fröhlich, frei! Turnerkreuz frei nach Friedrich Ludwig Jahn

Ein Bergturnfest bzw. Bergsportfest ist eine überwiegend sportlich und gemeinschaftlich motivierte Open-Air-Veranstaltung, die auf einer topographisch signifikanten Anhöhe bzw. einem Berg stattfindet. Bergturnfeste entstanden in der ersten Hälfte des 19. Jahrhunderts. Sie gelten als Meilenstein der Turnbewegung, als deren Initiator Friedrich Ludwig Jahn gilt, der deshalb auch als Turnvater bezeichnet wird.

## Vorbemerkung
Dass gerade geeignete Berggipfel Anziehungspunkt für turnerische Veranstaltungen wurden, lag historisch in dem Umstand begründet, dass während der Zeit der napoleonischen Okkupation Protestkundgebungen auf deutschen Berggipfeln stattfanden und dort nach der Völkerschlacht bei Leipzig im Jahr 1813 weithin sichtbare Freudenfeuer entzündet wurden.
Ernst Moritz Arndt (1769–1860) war Hauptredner einer Veranstaltung auf dem Großen Feldberg im Taunus (Hessen), die am 18. Oktober 1814 mit tausenden von Teilnehmern stattfand, um den Sieg in den Befreiungskriegen zu feiern. Die Hanauer Turner berichten von ihrem ersten Turnausflug auf den Großen Feldberg im Jahr 1817. Turner aus Offenbach am Main veranstalteten 1827 für Jungturner Turnspiele am Brunhildisfelsen (früher auch: Brunhildenfels) auf dem Gipfelplateau des Großen Feldberges im Taunus.
Turnvereine nahmen den bis dahin ungewöhnlichen Veranstaltungsort als Anregung auf, Berggipfel als Ziel ausgedehnter Turnerausflüge und Wanderungen zu nutzen. Zur damaligen Zeit war es noch eine deutlich größere Herausforderung als heute, Berggipfel zu erklimmen, denn Tourismus existierte ebenso wenig wie eine entsprechende Infrastruktur.
Auf Berggipfeln gewissermaßen über den Dingen zu stehen, ein Gefühl von Freiheit zu erfahren, das Erhabene, Große und Mächtige (der Natur) zu empfinden, die weithin sichtbare Landschaft als Einheit zu betrachten, verlieh der Unternehmung seinerzeit eine politische Symbolik. Hinzu kam das besonders gute Gefühl, die Herausforderung des Aufstiegs zum Berggipfel gemeinschaftlich bewältigt zu haben. Auch dies lässt sich synonym auf die politischen Ziele der Turnbewegung übertragen.
Die Anfang des 19. Jahrhunderts aufkommende Turnbewegung war zu einem guten Teil einer gewünschten Stärkung freiheitskämpferischer Bestrebungen gegen die französische Okkupation deutschen Gebietes geschuldet. Das Turnen war demzufolge als Wehrertüchtigung der Jugend mit einer gleichzeitigen Stärkung des (patriotischen) Gemeinschaftsgefühls gedacht. Darüber hinaus bestehen Bezüge zwischen der Turnbewegung und der Deutschen Revolution von 1848/49.
Der aktive Turner, Kartograph, Topograph und Buchhändler Friedrich August Ravenstein (1809–1881) aus Frankfurt am Main, der später unter anderem die Frankfurter Turngemeinde (1833), die Frankfurter Turnanstalt (1838) sowie den Taunusklub (1868) gründete und als Frankfurter Turnvater bekannt wurde, wollte mit Hilfe einer so genannten „Kommission für die Erbauung eines Hauses auf dem Feldberg“ ein Jugend- und Wanderheim sowie einen Aussichtsturm für die Turnausflügler errichten lassen. Die Notwendigkeit, dafür finanzielle Mittel generieren zu müssen, geriet zur Initialzündung für das erste deutsche Bergturnfest, da eine solche Veranstaltung als Einstieg in das Fundraising geeignet erschien. Für diese Idee wurde am 10. Juni 1844 dazu eingeladen, sich zu einem „gemeinschaftlichen Gebirgsausflug und Besuch des Feldbergs (zu) vereinigen“.
In der Zeit des Nationalsozialismus wurde das „Jahnsche Turnen“ für Propagandazwecke herangezogen. Bis heute wird dem Turnerbund in Deutschland und Österreich ein Naheverhältnis zur deutschnationalen Bewegung zugeschrieben.

## Geschichte

### Das erste Bergturnfest

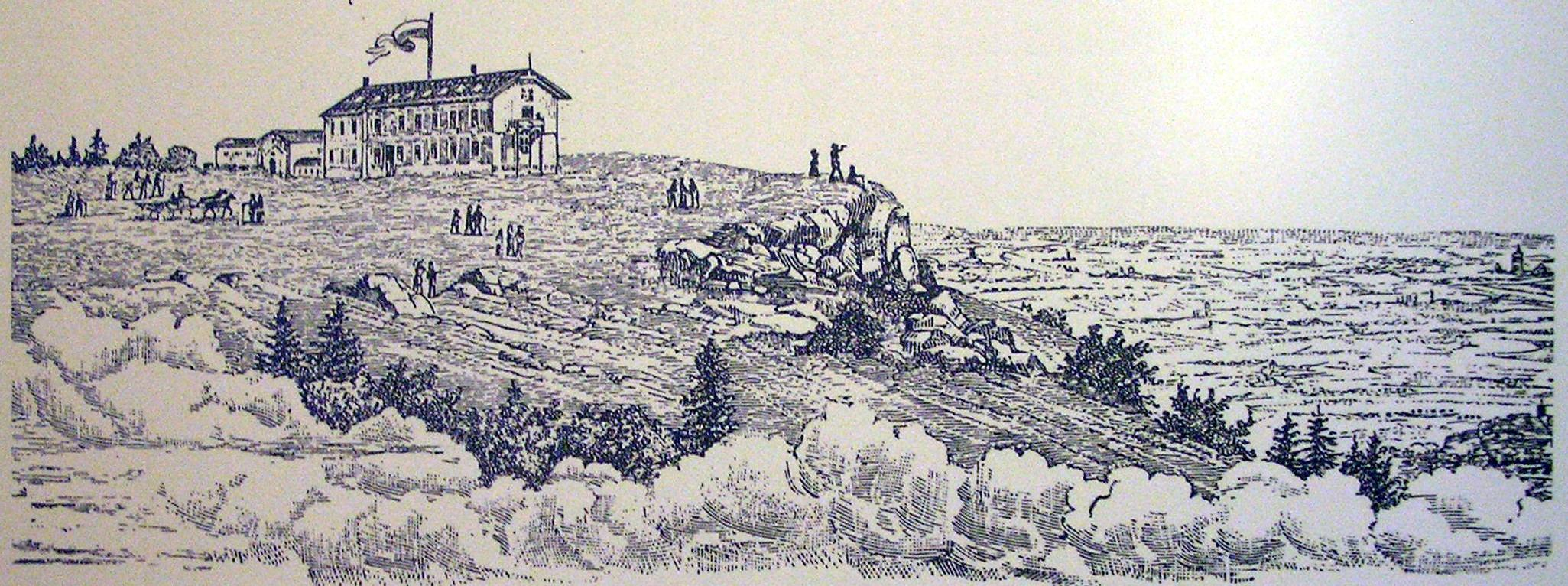
Gipfelplateau des Großen Feldbergs mit Feldberghaus und Brunhildisfelsen im Taunus (Hessen), 1868

Das erste Bergturnfest überhaupt, das Feldbergfest, fand am 23. Juni 1844 statt. Über das Plateau des Großen Feldberges verliefen seinerzeit drei politische Grenzen, die des Kurfürstentums Hessen-Kassel, der Stadt Frankfurt am Main und des Herzogtums Nassau. Musikanten und Chöre eröffneten das Fest, Turner veranstalteten die erste Zusammenkunft unter Missachtung von Landesgrenzen. Damit setzten sie ein Zeichen der deutschen Einheit.

„Denn freier schlägt das Herz auf freier Bergeshöhe,

Und frischer strömt des Lebens Quell in jedem Glied,

Und frommer schwingt der Geist sich auf zu heil'ger Gottesnähe,

Und fröhlicher ertönt ein frohes deutsches Lied!“

Die Hanauer Turngesellschaft unter August Schärttner (1817–1859) begann nach der Rede mit turnerischen Vorführungen. Zum Auftakt bildeten die Turner ein kreisförmiges Schneckengebilde. Danach gab es Steinstoßen, Ziehringen, so genannte Ringelmühlen und Freiübungen. Fünf Turner-Pyramiden wurden gleichzeitig errichtet. Zum Abschluss wurde ein „Lebehoch“ ausgebracht. Danach zogen die Versammelten mit klingendem Spiel wieder den Berg hinab.
Der anwesende Dichter Ferdinand Freiligrath (1810–1876) äußerte sich positiv über das Feldbergfest. Mehr als 6000 Besucher und rund 200 aktive Turner und eine durchweg positive Resonanz wurden seinerzeit als so überzeugende Nachfrage gewertet, dass eine Wiederholung der Veranstaltung beschlossen wurde. Zu den Besuchern wurden Wanderer, Sänger, Schützen, Bürgerwehren und Studenten bzw. Burschenschafter gerechnet. Hessen gilt seitdem als Land der Bergturnfeste.
Beim zweiten Feldbergfest im Jahr 1845 waren bereits 350 Knaben und 50 erwachsene Turner dabei, und die Besucherzahl steigerte sich auf rund 8000. 1846 kamen 10.000 Besucher, 600 Sänger und Turner aus 15 Vereinen. 1847 waren es wegen widriger Wetterverhältnisse nur maximal 5000 Menschen, im Jahr 1848 dann aber wieder 10.000. Aus dem Jahr 1847 ist eine Urkunde vom Feldbergfest erhalten, die für erfolgreiches Steinstoßen und Wettlaufen verliehen worden war.
Im Kontext der nach dem Scheitern der Deutschen Revolution 1848/49 durch die Reaktionsära einsetzenden politischen Verfolgung der Burschenschafter und Turner wurde die Gesamtsituation jedoch zunehmend schwieriger. In diesem Jahr verbot Kurfürst Friedrich Wilhelm I. von Hessen-Kassel das Feldbergfest. Die Turner wichen auf die benachbarte Fläche am Fuchstanz aus, eine zu dieser Zeit noch unbewaldete Fläche zwischen Großem Feldberg und Altkönig, da diese auf dem Gebiet des Herzogtums Nassau lag und kein Verbot des dortigen Landesherren vorlag.

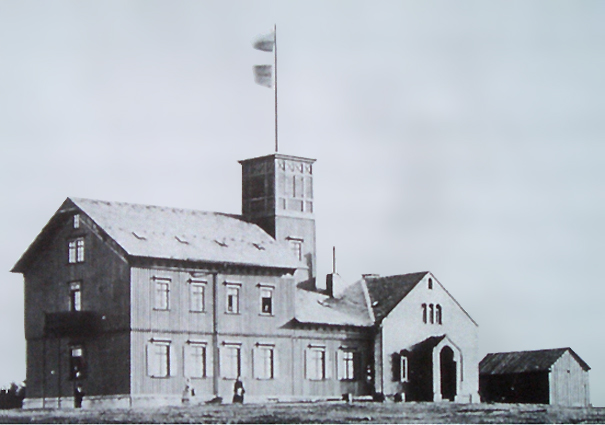
Das 1860 errichtete Feldberghaus auf dem Großen Feldberg im Taunus

1850 wurde die geplante Ersatzveranstaltung des Feldbergfestes auf dem Wiesbadener Neroberg verboten. Am Großen Feldberg wachten kurhessische Soldaten mit angelegten Gewehren, dass die Turner auf nassauischem Gebiet blieben. 1851 wurde die geplante Ersatzveranstaltung auf dem Schrenzer bei Butzbach ebenfalls verboten.
Auf den Großen Feldberg führten die Turner weiterhin Wanderungen durch. Die Grundsteinlegung für das Feldberghaus erfolgte 1859, Architekt war Heinrich Velde. Erst am 15. Juli 1860 war auf dem Großen Feldberg eine Fortsetzung der Feldbergfeste möglich. Am 12. August desselben Jahres wurde das Feldberghaus als Wanderheim mit zehn Betten eingeweiht. 1861 wurde ein Feldbergfest-Ausschuss gegründet. Im gleichen Jahr zog sich Ravenstein zurück. Für ihn war die Arbeit in der Kommission mit der Errichtung des Feldberghauses getan. Eine Realisierung des Aussichtsturmes vorerst nicht in Sicht; er entstand erst 1902.

### Erste Nachahmer
Von den Turnern goutiert, wurde die Idee des Bergturnfestes ab 1866 auch in anderen Regionen aufgegriffen. In diesem Jahr fand das Elm-Bergturnfest in Reitling bei Braunschweig als zweites deutsches Bergturnfest statt.

## Begriffsklärung
Die Bergturnfeste bzw. Bergsportfeste wurden teilweise explizit als solche bezeichnet, oft mit Bezug auf regionale Topographie. Andere, wie das beispielgebende Feldbergfest, verzichteten bewusst auf einen namentlichen Bezug zum Turnen bzw. Sport. Sie waren volkstümlich gehalten, da sie niemanden ausschließen wollten. So waren beispielsweise die Sänger, Wanderer, Schützen, Studenten bzw. Burschenschafter bei Bergturnfesten früher häufig mit von der Partie. Ein Teil dieser Tradition hat sich bei einigen Bergfesten bis heute erhalten.

„… unsere Bergturnfeste nehmen im turnerischen Leben gewollt eine Sonderstellung ein. Abseits des hastenden Alltags und fern der oft aufputschenden Massenveranstaltungen und des Schaubetriebes sind sie nach wie vor unverändert wettkampfbetonte Feste volkstümlicher Art der turnerischen Gemeinschaft an landschaftlich besonders schönen oder geschichtlich bedeutsamen Stätten der Heimat.“

Die allgemeinere Bezeichnung X-bergfest oder Bergsportfest macht auch unter dem Gesichtspunkt Sinn, dass die meisten der in den Wettkämpfen repräsentierten sportlichen Disziplinen allgemeinem heutigen Verständnis entsprechend nicht mehr dem Turnen zugerechnet werden. Die überwiegende Mehrheit der Disziplinen wird inzwischen der Leichtathletik zugerechnet, die auf Vereinsebene durch entsprechende Abteilungen und auf Verbandsebene eigenständig organisiert ist. Teilweise fanden bei den Bergsportfesten auch Ringer-, Volleyball- und Schwimmwettkämpfe statt, für die gleiches gilt.

## Events

### Anzahl
Im Zeitraum von 2007 bis 2009 sind beim Deutschen Turner-Bund (DTB) 45 Bergturnfeste bzw. Bergsportfeste registriert, beim Österreichischen Turnerbund sind es elf, in Italien (Südtirol) eines. Darüber hinaus gab es noch weitere derartige Veranstaltungen, die beim DTB bzw. ÖTB jedoch nicht angemeldet worden sind. Sämtliche dieser Veranstaltungen fanden in der wärmeren Jahreshälfte zwischen Mai und Oktober statt, meist in jährlichem Rhythmus. Die Anzahl der Veranstaltungen in der Schweiz lässt sich nicht quantifizieren, da sie nicht so benannt und demzufolge vom Schweizerischen Turnverband (STV) auch nicht als solche registriert wurden. Jedoch fanden in den Jahren 2003 bis 2016 insgesamt 3 Turnfeste statt, mit der Bezeichnung „Bergturnfest“ im Namen.

### Alter
Erstes und ältestes deutsches Bergturnfest war das Feldbergfest (1844) auf dem Großen Feldberg im Taunus, Hessen, Deutschland.

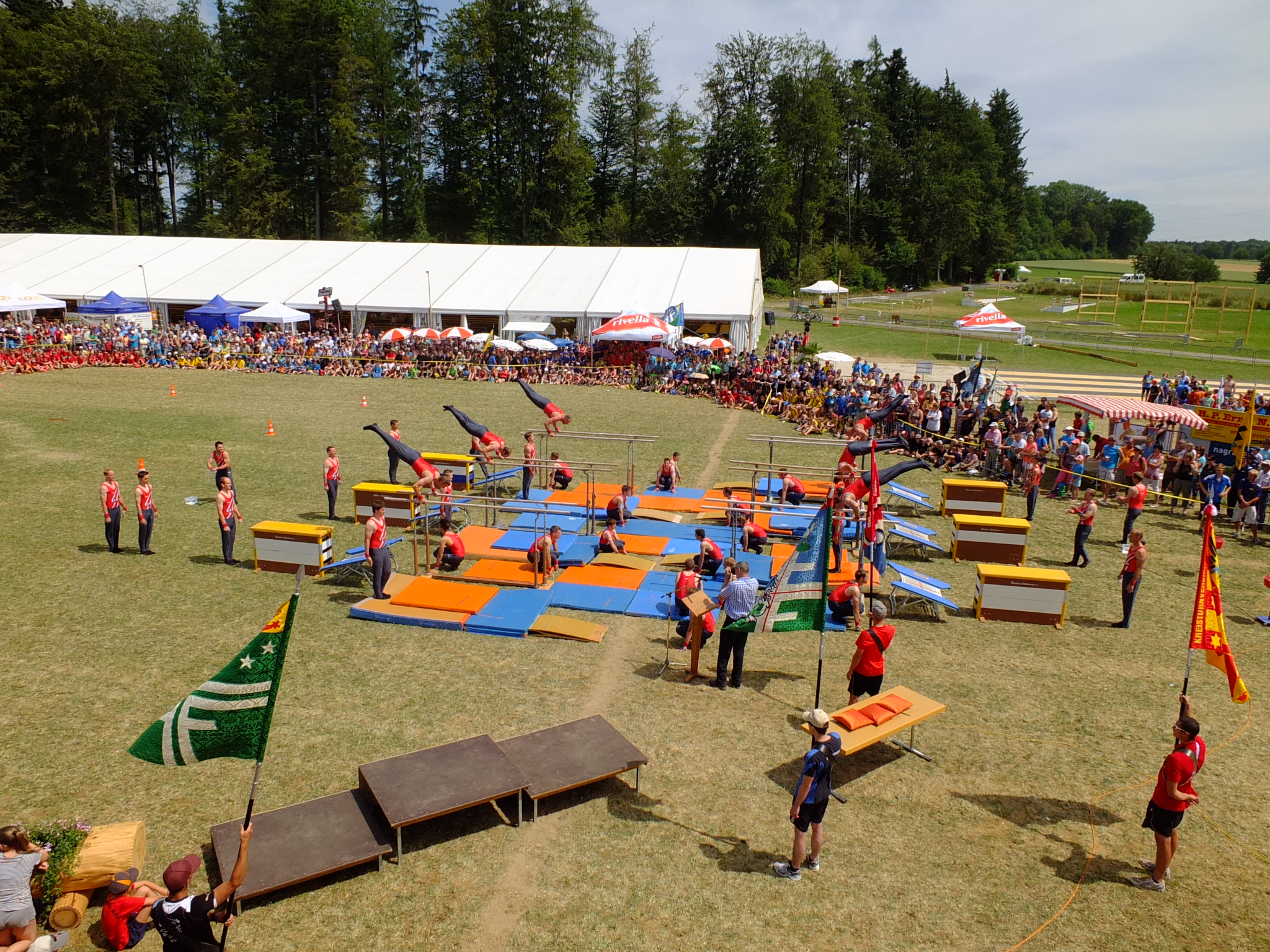
Schlussfeier Bergturnfest Mettauertal/Gansingen 2014.

### Größe
Als größtes (teilnehmerstärkstes) Bergturnfest in Deutschland gilt das Gillerbergturnfest bei Hilchenbach im Siegerland, Westfalen, Deutschland, mit 1.865 Aktiven (2012) gegenüber 1.508 Aktiven (2011) und 2.213 Aktiven (2010).
Das größte Bergturnfest in der Schweiz war das Bergturnfest 2014 Mettauertal/Gansingen im Gebiet Bossenhaus der Gemeinde Mettauertal AG. Es wurde für den Kreisturnverband Fricktal und den Kreisturnverband Brugg organisiert und zählte 4.900 Aktive aus 200 Vereinen (davon 1.400 Jugendliche).

### Höhe
Als höchstgelegenes Bergturnfest im deutschsprachigen Raum gilt das Bergturnfest Liezener Hütte, in Liezen, Österreich, auf 1767 Metern über NHN.

### Quantität
Die meisten Bergturnfeste finden im Bundesland Hessen statt. Im Jahr 1967 vermerkte der Hessische Turnverband 21 veranstaltete Bergturnfeste, im Jahr 2009 immerhin noch 19.
| Veranstaltungsbezeichnung             | Gründung | Bundesland / Provinz | Staat |
| ------------------------------------- | -------- | -------------------- | ----- |
| Feldbergfest                          | 1844     |                      |       |
| Elm-Bergturnfest                      | 1866     |                      |       |
| Harkortbergfest                       | 1882     |                      |       |
| Kaiserbergfest                        | 1883     |                      |       |
| Zistel-Bergturnfest                   | 1885     |                      |       |
| Wittekind-Bergfest                    | 1891     |                      |       |
| Landskron-Bergturnfest                | 1895     |                      |       |
| Bergturnfest Mensfelder Kopf          | 1896     |                      |       |
| Meißner-Bergturnfest                  | 1897     |                      |       |
| Klütbergturnfest                      | 1901     |                      |       |
| Frankenstein-Bergturnfest             | 1902     |                      |       |
| Neureuth-Bergsportfest                | 1902     |                      |       |
| Rhön-Turnfest                         | 1904     |                      |       |
| Gillerbergturnfest                    | 1906     |                      |       |
| Süchtelner Bergfest                   | 1906     |                      |       |
| Hoherodskopf-Bergturnfest             | 1907     |                      |       |
| Augustusburger Bergfest               | 1908     |                      |       |
| Blombergsportfest                     | 1911     |                      |       |
| Süchtelner Bergfest                   | 1914     |                      |       |
| Odenwälder Bergturnfest               | 1916     |                      |       |
| Bergturnfest Unter der Homburg        | 1921     |                      |       |
| Loreley-Bergturnfest                  | 1921     |                      |       |
| Plesch Bergturnfest                   | 1924     |                      |       |
| Rauschenbergturnfest                  | 1924     |                      |       |
| Bergturnfest Liezener Hütte           | 1925     |                      |       |
| Bergturnfest Unter dem Turnerehrenmal | 1928     |                      |       |
| Gau-Bergfest An der Nunkirche         | 1931     |                      |       |
| Iburg-Bergfest                        | 1934     |                      |       |
| Jahn-Bergturnfest                     | 1935     |                      |       |
| Scheersbergfest                       | 1935     |                      |       |
| Bergturnfest Sankt Anna am Lavantegg  | 1937     |                      |       |
| Weidig-Bergturnfest                   | 1937     |                      |       |
| Ettelsberg-Turnfest                   | 1938     |                      |       |
| Bergturnfest Hörstein                 | 19??     |                      |       |
| Greifenstein-Bergturnfest             | 1946     |                      |       |
| Bielerbergturnfest                    | 1947     |                      |       |
| Auerbacher Bergturnfest               | 1948     |                      |       |
| Bergturnfest Jauerling                | 1948     |                      |       |
| Bergturnfest Bubenhäuser Höhe         | 1949     |                      |       |
| Bergturnfest Kieselbronn              | 1950     |                      |       |
| Lenne-Volme Bergfest                  | 1950     |                      |       |
| Kirkeler Bergturnfest                 | 1951     |                      |       |
| Knüll-Bergturnfest                    | 1951     |                      |       |
| Lohrbergfest                          | 1951     |                      |       |
| Bergturnfest Allendorf/Lumda          | 1952     |                      |       |
| Gau-Bergturnfest Mittelhessen         | 1952     |                      |       |
| Lautersee-Bergsportfest               | 1952     |                      |       |
| Internationales Dachsbergturnfest     | 1953     |                      |       |
| Dreimärker-Bergturnfest               | 1955     |                      |       |
| Hans-Luchs-Bergsportfest              | 1955     |                      |       |
| Bergturnfest Traunsee                 | 1957     |                      |       |
| Bühl-Bergfest                         | 1957     |                      |       |
| Wingertsbergturnfest                  | 1958     |                      |       |
| Bergturnfest bei Roth                 | 1958     |                      |       |
| Otzbergturnfest                       | 1960     |                      |       |
| Sensenstein-Bergturnfest              | 1960     |                      |       |
| Südtiroler Bergturnfest               | 1961     |                      |       |
| Bergsportfest Ortenburg               | 1963     |                      |       |
| Bergturnfest Wildensee                | 1963     |                      |       |
| Bergturnfest In der Mandel            | 1964     |                      |       |
| Kampstein-Bergturnfest                | 1965     |                      |       |
| Adenstedter Bergturnfest              | 1969     |                      |       |
| Bergturnfest Kohlreith                | 1969     |                      |       |
| Bergturnfest Ratschen Micheldorf      | 1978     |                      |       |
| Hürbener Bergfest                     | 1980     |                      |       |
| Bergturnfest am Weinberg              | 1988     |                      |       |
| Kainbacher Bergturnfest               | 1993     |                      |       |
| Bergturnfest Eisernes Tor             | 1995     |                      |       |
| Lützelhäuser Bergturnfest             | 1999     |                      |       |
| Bergturnfest Piesting                 | 19??     |                      |       |
| Bergturnfest Wildegg                  | 19??     |                      |       |
| Jugendbergturnfest Bisamberg          | 19??     |                      |       |
| Bergturnfest Hellikon                 | 2003     |                      |       |
| Bergturnfest Mettauertal/Gansingen    | 2014     |                      |       |
| Bergturnfest Braunwald                | 2016     |                      |       |

### Organisation

#### Ehrenamtliches Engagement
Die Vorbereitung und Durchführung von Bergturnfesten bzw. Bergsportfesten erfordert einen großen Aufwand. Sie werden zumeist mit vielen ehrenamtlichen Helfern realisiert. In der Regel kommen die Helfer aus den beteiligten Vereinen und Gruppen, während meist ein einzelner Verein im Zusammenspiel mit dem regional zuständigen Turngau, ggf. auch in Absprache mit dem städtischen Sportamt oder ähnlichen Gemeindedienststellen, zum Ausrichter bestimmt ist. Unterstützung bieten die örtlichen bzw. regionalen Sanitätsdienste für die Erste Hilfe und die Verpflegung. Teilweise sorgen die Freiwilligen Feuerwehren oder das Technische Hilfswerk für die Versorgung mit Trinkwasser.

#### Teilnehmer
Die Teilnahmebedingungen für diese Veranstaltungen sind unterschiedlich. Einige richten sich an Kinder und Jugendliche, andere auch an erwachsene Sportler, teilweise auch Senioren. Das Bergsportfest in Ortenberg beispielsweise ist landesoffen, also für Teilnehmer aus Bayern. Bühl-Bergfest, Loreley-Bergturnfest und Sensenstein-Bergturnfest sind zum Beispiel offen für den Bereich des Deutschen Turner-Bundes (DTB). Andere Veranstaltungen sind den Vereinen des jeweils zuständigen bzw. ausrichtenden Turngaues vorbehalten. Aus vier Staaten international besetzt ist zum Beispiel das Südtiroler Bergturnfest. Auch das Internationale Dachsbergturnfest in Baden-Württemberg, das Jahn-Bergturnfest und das Elm-Bergturnfest in Niedersachsen oder das Bergturnfest Liezener Hütte lassen Teilnehmer aus anderen Ländern zu.

#### Sportdisziplinen

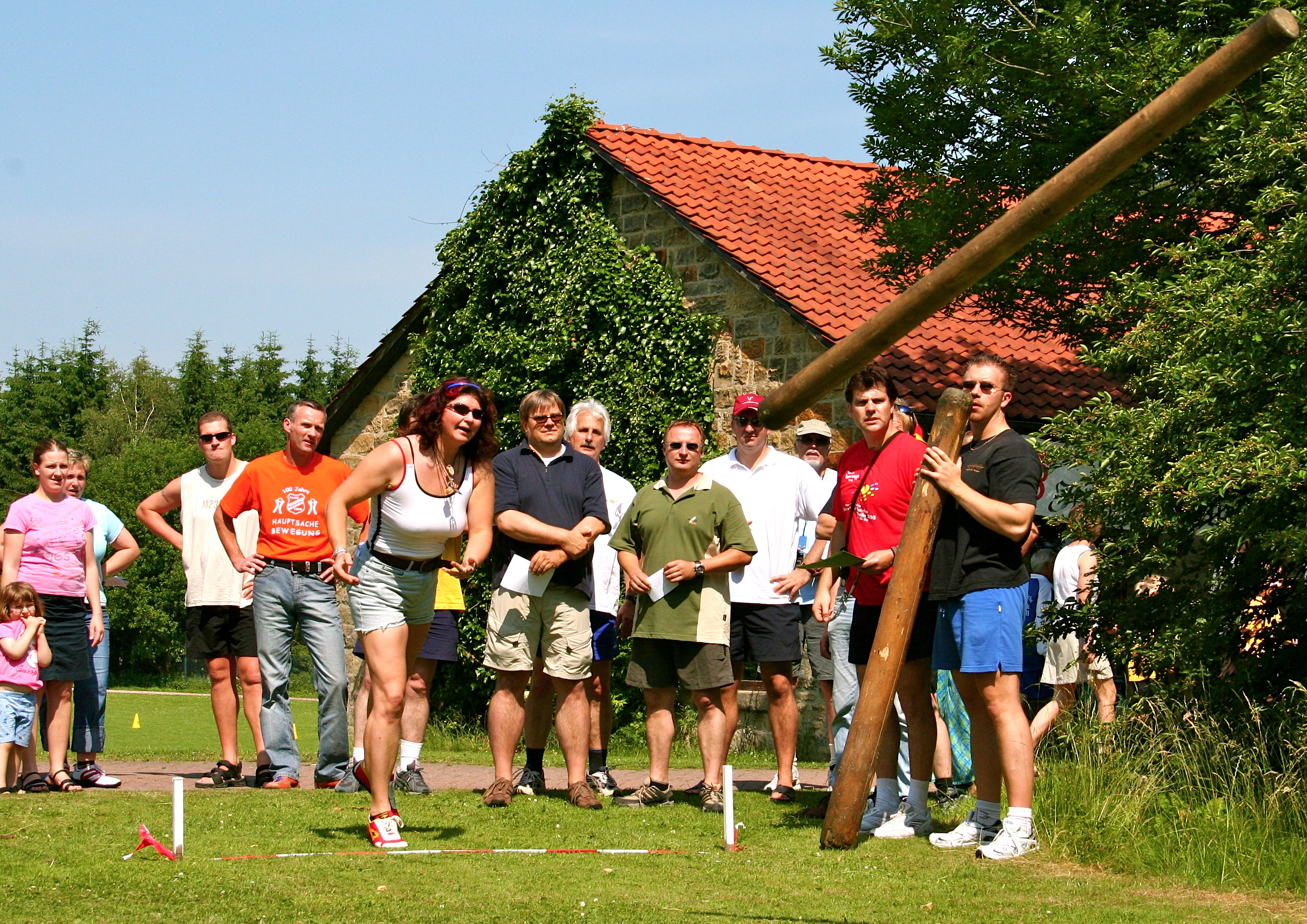
Das traditionelle Baumstammwerfen beim Jahn-Bergturnfest auf dem Bückeberg in Niedersachsen

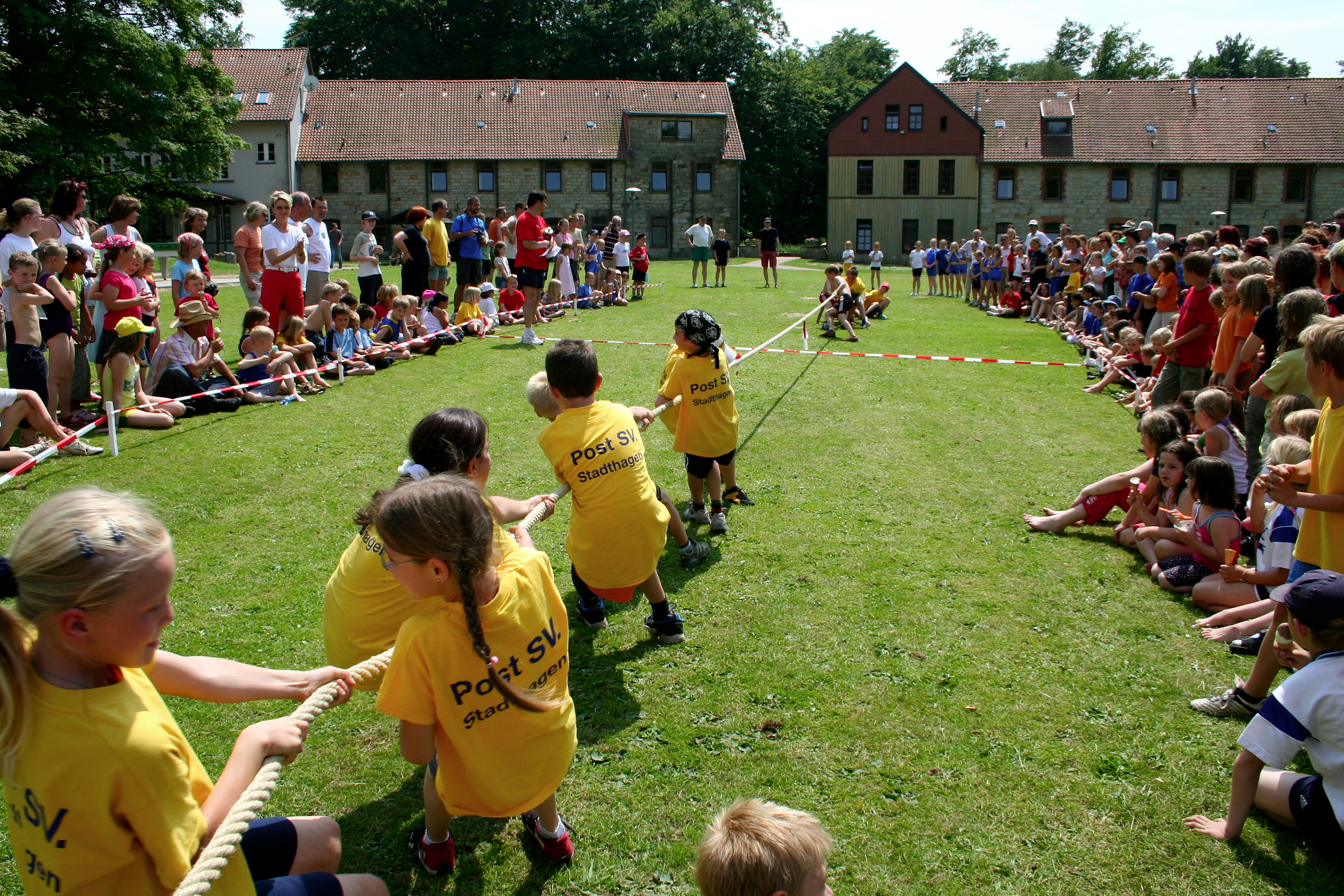
Das beliebte Tauziehen beim Jahn-Bergturnfest auf dem Bückeberg in Niedersachsen

Die Bergturnfeste bieten unterschiedliche Wettkampf-Disziplinen an, teilweise durch die lokalen Gegebenheiten begünstigt. Auffällig sind zwei Tendenzen: Einerseits werden nach wie vor klassische alte Disziplinen aus der Frühzeit der Turnbewegung ausgeführt, andererseits gewinnen moderne Sportarten an Bedeutung. Einige der Veranstalter versuchen den Spagat zwischen Tradition und Moderne, andere haben sich ganz zugunsten der Moderne entschieden. Heute werden bei Bergturnfesten bzw. Bergsportfesten unter anderen folgende Disziplinen angeboten:
- Ballspiele

Beachvolleyball, Faustball, Fußball, Handball, Kin-Ball, Prellball, Ringtennis, Völkerball, Volleyball
- Behindertensport
- Beinhakeln
- Biathlon
- Eierlaufen
- Fitnesstest für jedermann
- Friesenkampf
- Gerätturnen
- Gymnastik
- Cricket
- Laufdisziplinen

Läufe über kurze und lange Distanzen, Crosslauf, Familien-Staffellauf, Geocaching, Jedermann-Lauf, Nordic Walking, Orientierungslauf, Pendelstaffellauf über kurze und lange Distanzen, Rundenstaffel, Staffellauf, Traillauf, Wandern
- Leichtathletischer Dreikampf
- Leichtathletischer Vierkampf
- Rhönradturnen
- Ringen
- Sackhüpfen
- Schwimmen
- Seilklettern
- Slackline
- Sprungdisziplinen

Hochsprung, Stabweitsprung, Standweitsprung, Weitsprung
- Tanzen
- Tauziehen
- Trampolinturnen
- Wurfdisziplinen

Basketballweitwurf, Baumstammwerfen, Ger-Zielwerfen, Hammerwerfen, Hufeisen-Zielwerfen, Keulenzielwurf, Kugelstoßen, Medizinball-Weitwurf, Schlagballwurf, Schleuderball, Steinstoßen, Vollballwurf

#### Ehrungen
Die Bestplatzierten der Wettkämpfe erhalten Urkunden, Pokale, Wanderpreise, Medaillen bzw. Plaketten, Erinnerungspräsente, Ehrenschilde, Ehrenkränze (Lorbeerkranz, Eichenlaubkranz oder Kranz aus entsprechendem Kunstmaterial), Fähnchen etc. Teilweise werden von Sponsoren finanzierte Preise wie beispielsweise Multimedia-Wiedergabegeräte oder Warengutscheine überreicht.

#### Rahmenprogramm
Schon beim ersten Bergturnfest auf dem Großen Feldberg im Taunus spielte das Rahmenprogramm eine gewichtige Rolle beim Ablauf der Veranstaltung. Je nach den am jeweiligen Veranstaltungsort herrschenden Gegebenheiten sowie einer Analyse des Potenzials sehen fundiert ausgearbeitete Konzepte eine große Vielzahl möglicher Highlights vor. Der Phantasie sind grundsätzlich keine Grenzen gesetzt – Spiel, Sport, Spaß und das gemeinschaftliche Erleben stehen immer im Fokus. Zeltlager, Lagerfeuer, Volkstanz, Singen, Seilgärten/Seilparks, Kletterwände, Show-Performances und Open-Air-Konzerte zählen teilweise hinzu. Bei einer Reihe von Bergturnfesten ist es üblich, dass vor Beginn der Wettkämpfe eine ökumenische Andacht stattfindet.

#### Sponsoring
Attraktive Events für eine größere Gruppe von Menschen sind nicht kostenlos zu haben. Attraktive Highlights, Handouts, Webpräsenzen, Absperrungen, Schilder, Fahnen, Transparente, Stände, Seilgärten bzw. Seilparks, Kletterwände und all die anderen Features, welche die Veranstalter den Aktiven und Besuchern bieten wollen, werden zum einen Teil durch erhobene Startgebühren, zum anderen Teil durch engagierte Sponsoren ermöglicht. Dafür finden sich Einzelpersonen, ortsansässige mittelständische Unternehmen, Kreditinstitute, aber durchaus auch einige Großunternehmen, die sich dem Breitensport bzw. der Bevölkerung verpflichtet fühlen. Als Türöffner betätigen sich dabei oft Arbeiter, Angestellte oder Geschäftsführer dieser Unternehmen, die einen Bezug zum jeweiligen Ereignis haben.

#### Dokumentation
Bergturnfeste bzw. Bergsportfeste zählen zu den am schlechtesten dokumentierten Themengebieten im Turnen bzw. Sport. Dadurch lassen sich meist über viele Jahrzehnte entwickelnde Tendenzen nur bruchstückhaft verfolgen, und viele Details gehen komplett verloren. Einige Bergturnfeste finden heute nicht mehr statt, so zum Beispiel das Belchen-Bergfest auf dem Belchen im Schwarzwald, das es bis 1955 gab. Den meisten Bergturnfesten fehlt eine eigene Webpräsenz, viele Internetangebote der unteren Verbandsebene und der Vereine sind mangelhaft. Die Geschichte der einzelnen Events, Text-, Foto- und Video-Dokus werden zumeist nicht einmal über die Veranstalter online veröffentlicht. Statistiken zu Teilnehmerzahlen, ihrer Altersstruktur und deren regionaler bzw. nationaler Herkunft  werden meist nicht erhoben, den Ausschreibungen fehlen oft wesentliche Details zu den angebotenen Sportarten und -disziplinen. Den zuständigen Sportverbänden werden viele der Veranstaltungen nicht gemeldet, so dass auch dort keine Informationen vorliegen. Selbst den Stadt- und Gemeindearchiven fehlt entsprechendes Material, weil die Veranstalter diese nicht in ihre Überlegungen und Konzeptionen einbeziehen, sofern sie überhaupt solche entwickeln. Webseiten der Städte und Gemeinden weisen in den meisten Fällen nicht auf die örtlichen Bergturnfeste bzw. Bergsportfeste hin, manchmal nicht einmal die örtlichen Medien.

### Verbreitung
Bergturnfeste bzw. Bergsportfeste kommen in Deutschland, in Italien (Südtirol) und in Österreich vor und finden zum Teil bis heute statt. In der Schweiz hingegen gibt es keine laufende Bergturnfesttradition, jedoch fanden von 2003 bis 2016 insgesamt 3 Turnfeste, die den Namen Bergturnfest enthielten statt, mit Vereinen des Schweizerischen Turnverbands (Hellikon AG 2003, Mettauertal/Gansingen AG 2014 und Braunwald GL 2016). Eine weitere Ausnahme bildet wohl das 2008 als solches bezeichnete Bergturnfest des Turnvereins Ebnat-Kappel im Kanton St. Gallen zum 150. Vereinsjubiläum. Zudem finden bei den Eidgenossen schon aufgrund der topographischen Gegebenheiten viele Turnfeste auf Anhöhen, der Alb und auf Bergen statt, beispielsweise Schwingfeste (traditionelles schweizerisches Ringen, oft kombiniert mit Steinstoßen).

#### Deutschland
Die in den Jahren 2007 und 2009 beim Deutschen Turner-Bund registrierten 45 Bergturnfeste bzw. Bergsportfeste (Stand: 16. März 2009):

##### Baden-Württemberg

###### Baden
Zuständiger Verband: Badischer Turner-Bund e. V., Karlsruhe
- Juli: Internationales Dachsbergturnfest, Dachsberg-Wolpadingen, Veranstalter: Turn- und Sportverein Dachsberg, Markgräfler Hochrhein-Turngau
- September: Bergturnfest Kieselbronn, Sportgelände Heinloch, Baden-Württemberg, Veranstalter: Turnverein Kieselbronn, Turngau Pforzheim-Enz[19]

###### Schwaben
Zuständiger Verband: Schwäbischer Turnerbund e. V., Stuttgart
- Juli: Bühl-Bergfest, Unterlenningen, Schwäbische Alb, Baden-Württemberg, Veranstalter: Turnverein Unterlenningen 1898
- September: Hürbener Bergfest, Hürben, Veranstalter: Turnverein Hürben 1913, Turngau Ostwürttemberg

##### Bayern
Zuständiger Verband: Bayerischer Turnverband e. V., München
- Juli: Bergsportfest Ortenburg, Ortenburg, Bayern, Veranstalter: ASV Ortenburg, Turngau Unterdonau/Niederbayern
- Juli: Blombergsportfest, Veranstalter: Turnverein Bad Tölz 1866

##### Hessen

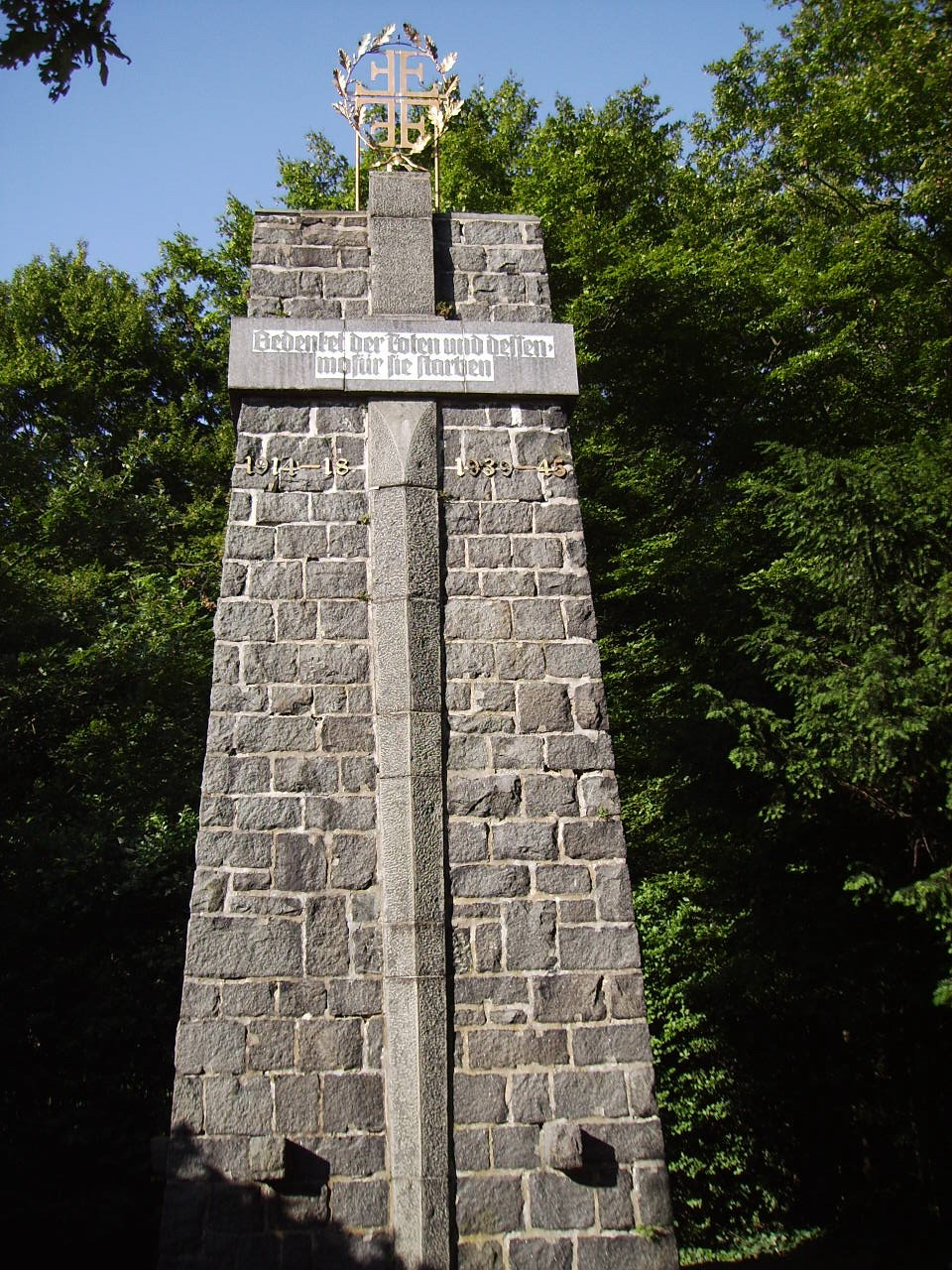
Kriegerdenkmal am Ort des Frankenstein-Bergturnfestes mit Turnerkreuz

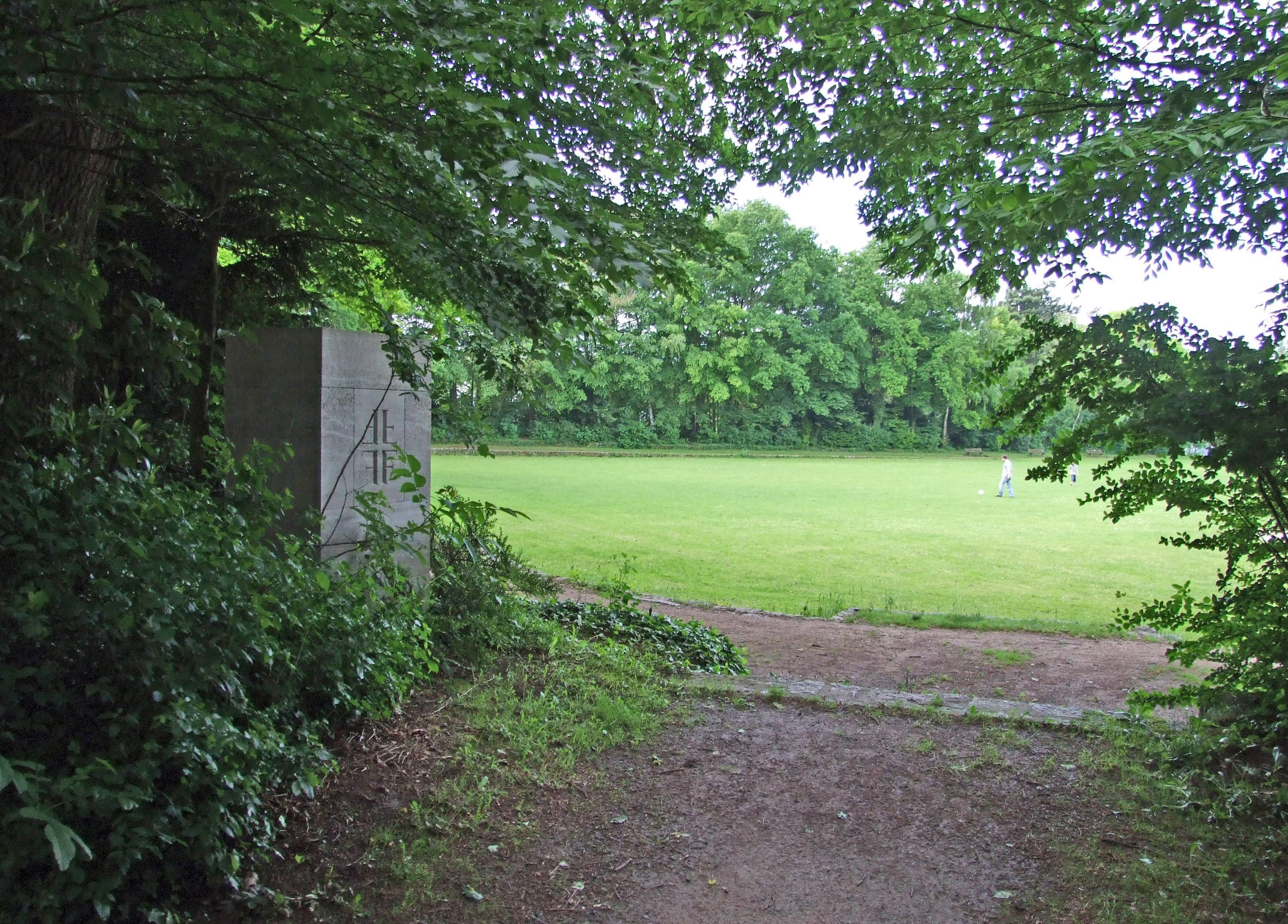
Friedrich-Ludwig-Jahn-Denkmal am Wettkampfgelände des seit 1951 jährlich veranstalteten Lohrbergfestes in Frankfurt am Main-Seckbach

Zuständiger Verband: Hessischer Turnverband e. V., Frankfurt am Main
- Mai: Lohrbergfest in Frankfurt am Main, Veranstalter: Turnverein Seckbach 1875[20], Turngau Frankfurt[21]
- Mai: Bergturnfest Bubenhäuser Höhe bei Rauenthal, Veranstalter: Turngau Süd-Nassau
- Mai: Odenwälder Bergturnfest auf dem Haufenstein bei Wallbach, Veranstalter: Turngau Odenwald[22]
- Juni: Weidig-Bergturnfest bei Butzbach, Veranstalter: Weidig-Bergturnfest-Ausschuss, TSV Butzbach
- Juli: Feldbergfest bei Oberursel (Hochtaunuskreis), Veranstalter: Feldbergfestausschuss, Turngau Feldberg[23]
- Juli: Rhönturnfest bei Gersfeld, Veranstalter: Rhönturnfestausschuss, Turngau Fulda-Werra-Rhön[24]
- September: Meißner-Bergturnfest, Sportplatz Hoher Meißner, Hausener Hute, Veranstalter: Turngau Werra[25]
- August: Bergturnfest Mensfelder Kopf, Veranstalter: Turngau Mittellahn
- September: Frankenstein-Bergturnfest bei Mühltal, Ortsteil Nieder-Beerbach/Burg Frankenstein, Veranstalter: Turnverein 1894 Nieder-Beerbach[26], Turngau Main-Rhein
- September: Bergturnfest Allendorf/Lumda, Allendorf/Lunda, Veranstalter: Turngau Mittelhessen
- September: Greifenstein-Bergturnfest, Veranstalter: TuSpo 1926 Greifenstein, Turngau Lahn-Dill[27]
- September: Ettelsberg-Turnfest, Veranstalter: Turnverein Jahn Willingen 1913, Turngau Waldeck
- September: Hoherodskopf-Bergturnfest bei Schotten im Vogelsberg, Veranstalter: Turngau Wetterau-Vogelsberg, Turngau Mittelhessen
- September: Bergturnfest auf dem Dreimärker bei Biedenkopf-Weifenbach, Veranstalter: Turnverein Weifenbach, Turngau Oberlahn-Eder[28]
- September: Lützelhäuser Bergturnfest, Veranstalter: Turnverein Lützelhausen 1913, Turngau Kinzig
- September: Gau-Bergturnfest Mittelhessen, Veranstalter: Turnverein Treis 1959, Turngau Mittelhessen[29]
- September: Loreley-Bergturnfest bei St. Goarshausen, Veranstalter: Turner- und Jugendheim Loreley, Turngau Süd-Nassau
- September: Sensenstein-Bergturnfest bei Kassel, Veranstalter: Turngau Nordhessen
- September: Wingertsbergturnfest, Veranstalter: Turngemeinde Dietzenbach 1886, Turngau Offenbach-Hanau[30]

##### Niedersachsen

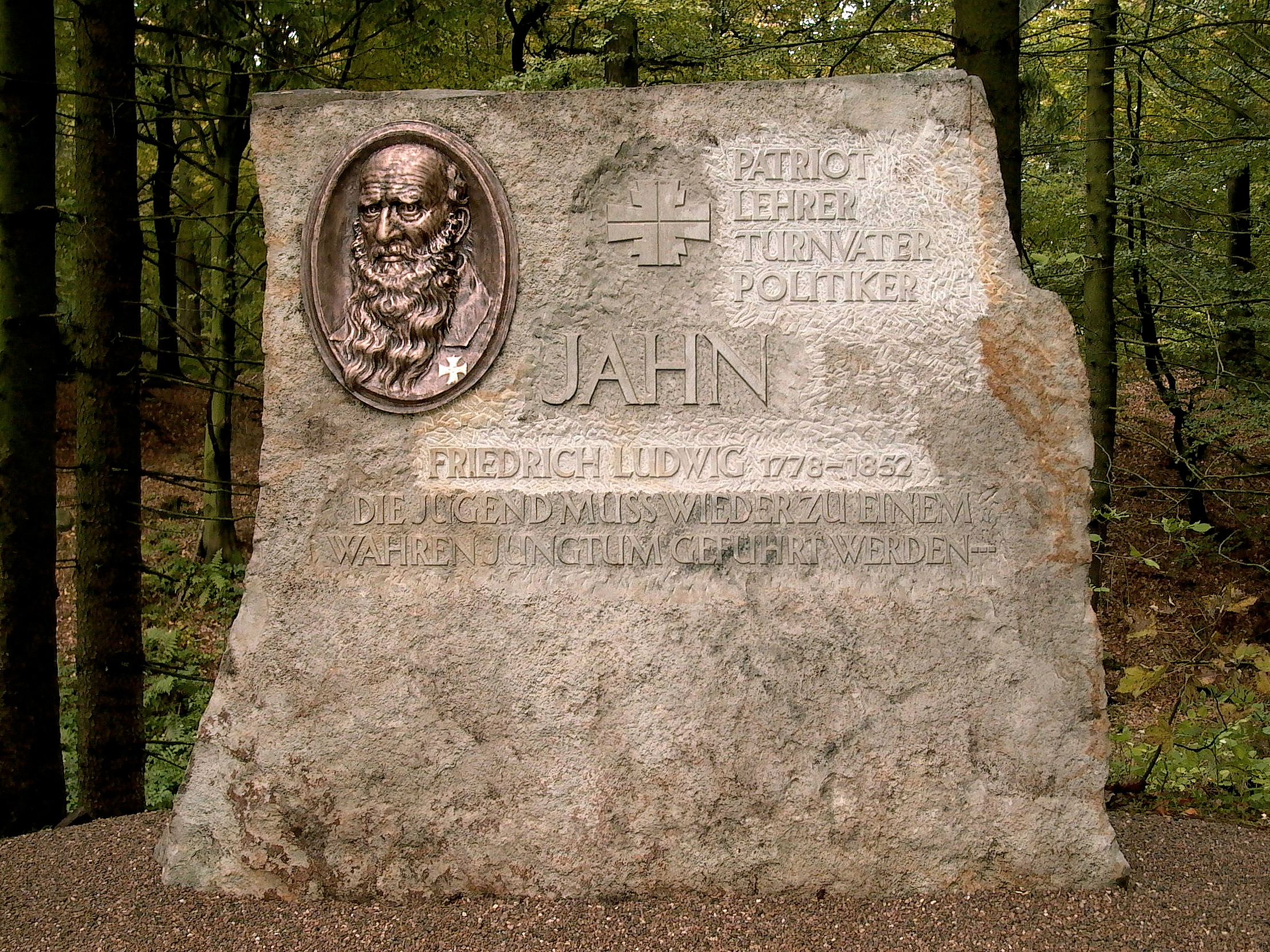
Jahn-Gedenkstein auf dem Wettkampfgelände des Jahn-Bergturnfestes auf dem Bückeberg in Niedersachsen

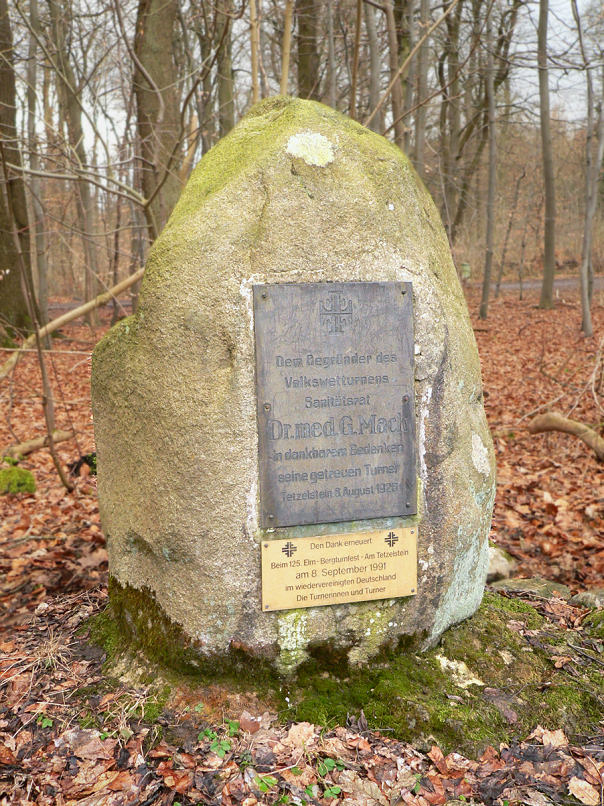
Gedenkstein von 1926 für den Begründer des Elm-Bergturnfestes Dr. med. Gustav Mack an der Tetzelstein-Lichtung

Zuständiger Verband: Niedersächsischer Turner-Bund e. V., Hannover
- Juni: Adenstedter Bergturnfest, Veranstalter: TSV Adenstedt
- Juni: Jahn-Bergturnfest auf dem Bückeberg bei Obernkirchen, Veranstalter: Jahn-Bergturnfest-Ausschuss[32]
- August: Elm-Bergturnfest am Tetzelstein im Elm zwischen Schöppenstedt und Königslutter, Veranstalter: Förderverein Elm-Bergturnfest[33]
- September: Bergturnfest unter der Homburg, Veranstalter: Turnverein von 1887 Stadtoldendorf, Turnkreis Holzminden
- September: Klütbergturnfest bei Hameln, Veranstalter: MTV Rohrsen, TC Hameln, VfL Hameln von 1849

##### Nordrhein-Westfalen

###### Rheinland
Zuständiger Verband: Rheinischer Turnerbund e. V., Bergisch Gladbach
- Mai: Kaiserbergfest, Veranstalter: Kaiserbergfest Duisburg 1883[34]
- Juni: Süchtelner Bergfest bei Viersen, Veranstalter: Allgemeiner Sportverein Einigkeit Süchteln 1860

###### Westfalen
Zuständiger Verband: Westfälischer Turnerbund e. V., Hamm
- Juni: Gillerbergturnfest bei Hilchenbach, Veranstalter: Turngemeinde Grund von 1909, Siegerland Turngau 1886[35]
- Juni: Lenne-Volme Bergfest Schalksmühle, Veranstalter: Turn- und Spielverein Stöcken-Dahlerbrück 1885, Schalksmühler Turnverein, Turn- und Spielverein Linscheid-Heedfeld 1914
- N. N.: Harkortbergfest, Wetter/Ruhr, Veranstalter: Turngemeinschaft Harkort-Wetter 1861
- September: Iburg-Bergfest bei Bad Driburg, Veranstalter: Turnverein Jahn Bad Driburg[36], Turngau Ost-Westfalen
- September: Wittekindsbergfest bei Bad Oeynhausen und Porta Westfalica, Veranstalter: Turnbezirk Minden[37]

##### Rheinland-Pfalz

###### Mittelrhein
Zuständiger Verband: Turnverband Mittelrhein e. V., Koblenz
- August: Gau-Bergfest An der Nunkirche, Sargenroth, Veranstalter: Turngau Hunsrück
- September: Loreley-Bergturnfest bei St. Goarshausen, Veranstalter: Turner- und Jugendheim Loreley, Turngau Süd-Nassau

###### Pfalz
Zuständiger Verband: Pfälzer Turnerbund e. V., Annweiler
- Mai: Bergturnfest unter dem Turnerehrenmal auf dem Wallberg bei Deidesheim, Veranstalter: Turngau Rhein-Limburg
- Juni: Bergturnfest am Weinberg in St. Martin, Veranstalter: TuS St. Martin, Speyergau
- Juni: Bergturnfest In der Mandel in Weisenheim am Berg, Veranstalter: Turngau Rhein-Limburg

###### Rheinhessen
Zuständiger Verband: Rheinhessischer Turnerbund e. V., Mainz
- September: Landskron-Bergturnfest, Nierstein-Oppenheim, Rheinland-Pfalz, Veranstalter: Turnverein 1846 Oppenheim

##### Saarland
Zuständiger Verband: Saarländischer Turnerbund e. V., Saarbrücken
- Juli: Kirkeler Bergturnfest, Kirkel, Saarland, Veranstalter: Turnverein 03 Kirkel

##### Schleswig-Holstein
Zuständiger Verband: Schleswig-Holsteinischer Turnverband e. V., Trappenkamp
- Juli: Scheersbergfest[38], Scheersberg, Quern, Schleswig-Holstein, Veranstalter: Internationale Bildungsstätte Jugendhof[39]
Kreissportverband Schleswig-Flensburg
Sportjugend Schleswig-Flensburg

#### Italien (Südtirol)
September: Südtiroler Bergturnfest, Brixen, Veranstalter: SSV Brixen

#### Österreich
Die im Jahr 2009 beim Österreichischen Turnerbund registrierten Bergturnfeste:
Juni: Plesch Bergturnfest, Steiermark, Veranstalter: Turnverein Jahn Gratwein
Juni: Bergturnfest Jauerling, Jahnturnwiese
Juni: Jugendbergturnfest Bisamberg, Bisamberg, Elisabeth-Höhe, Veranstalter: ÖTB Wien
Juli: Bergturnfest am Wildensee, Wildensee (Salzkammergut), Gmunden, Veranstalter: Turnverein Gmunden am Wildensee im Toten Gebirge
August: Kampstein-Bergturnfest, Veranstalter: Turnverein Aspang 1886
August: Bergturnfest Piesting, Markt Piesting, Veranstalter: Turnverein Markt Piesting 1896
August: Bergturnfest an der Liezener Hütte, Liezener Hütte, Liezen, Veranstalter: SC Liezen
September: Bergturnfest Kohlreith, Veranstalter: Turnverein Neulengbach 1888
September: Bergturnfest Sankt Anna am Lavantegg, Sankt Anna am Lavantegg, Veranstalter: Turnverein Judenburg 1864
September: Bergturnfest Wildegg bei Wildegg-Sittendorf, Veranstalter: ÖTB Wien
Oktober: Zistel-Bergturnfest auf der Zistel-Alm bei Gaisberg, Veranstalter: Salzburger Turnverein 1861
Oktober: Bergturnfest Eisernes Tor am Hohen Lindkogel, Veranstalter: ÖTB Jahn Baden

#### Schweiz
- 2003, 21.–22. Juni: Bergturnfest Hellikon Juni, Kanton Aargau, Veranstalter: TV Hellikon
- 2014, 20.–22. Juni: Bergturnfest Mettauertal/Gansingen, Bossenhaus, Kanton Aargau, Veranstalter: TSV Mettauertal, TSV Gansingen sowie Männer- und Frauenturnverein Wil
- 2016, 13.–14. August: Bergturnfest Braunwald, Kanton Glarus, Veranstalter: DTV Braunwald